# Vincent Vanasch
Vincent Vanasch (21 de dezembro de 1987) é um jogador de hóquei sobre a grama belga, medalhista olímpico

## Carreira
Vanasch integrou o elenco da Seleção Belga de Hóquei Sobre Grama, nas Olimpíadas de 2012 e 2016. No Rio 2016 foi medalha de prata. Nos Jogos Olímpicos de Verão de 2020, consagrou-se campeão e conseguiu a medalha de ouro.